# Anna Christie (1930, deutsche Version)
Anna Christie ist ein US-amerikanischer Spielfilm mit Greta Garbo aus dem Jahr 1930 und der deutschsprachige Versionenfilm des gleichnamigen englischsprachigen Originals. Regie führte Jacques Feyder. Die Uraufführung fand am 22. Dezember 1930 in Köln statt.

## Handlung
Im Hafenviertel von New York besucht die junge Anna Christie ihren Vater Chris, der sie als kleines Kind zurückließ, um weiter zur See zu fahren. Während sie auf ihn wartet, trifft sie die Geliebte ihres Vaters, die alte Prostituierte Marthy. Beide führen eine lebhafte Konversation, in der deutlich wird, dass Anna eine Zeitlang selbst auf St. Pauli in Hamburg diesem Gewerbe nachgegangen ist. Später trifft Anna ihren Vater und ist gerührt von der überschwänglichen Begrüßung durch den alten Mann und da Chris von der Tugendhaftigkeit seiner Tochter überzeugt ist, wagt Anna es nicht, ihm von ihrer Vergangenheit als Prostituierte zu erzählen. Chris nimmt Anna mit an Bord seines Kohlenschiffs und nachdem sie sich an das Leben auf See gewöhnt hat, scheinen die schmerzlichen Erinnerungen von ihr abzufallen. Als jedoch der in Seenot geratene Matrose Matt auf das Schiff gelangt, droht seine ungestüme Leidenschaft für Anna nicht nur die neue Beziehung zu ihrem Vater zu zerstören, sondern auch ihr dunkles Geheimnis ans Licht zu bringen. Erst nach einer heftigen Auseinandersetzung sind beide Männer bereit, Anna zu vergeben und schließlich finden Anna und Matt ihr gemeinsames Glück.

## Hintergrund
Garbo drehte unmittelbar nach Vollendung der englischen Version unter der Regie von Jacques Feyder eine deutsche Version, die sich in etlichen Aspekten unterscheidet. Ein solches Verfahren war in den Frühzeiten des Tonfilms nicht ungewöhnlich und auch andere etablierte Stars wie Maurice Chevalier produzierten gelegentlich Remakes in ihrer Landessprache. Die Dreharbeiten fanden im Frühjahr 1930 statt, wobei die meisten der Filmsets aus der englischen Fassung wiederverwendet wurden.
Für die Rolle des Chris war ursprünglich Rudolph Schildkraut vorgesehen, der aber während der Dreharbeiten verstarb und durch Junkermann ersetzt wurde.